# 브라이언 안소니 윌슨
브라이언 앤서니 윌슨(Brian Anthony Wilson, 1960년 2월 22일 ~ )은 미국의 배우이다.
필라델피아에서 태어났다.

## 출연 작품
- 배드 캅 (2016년) - 워렌 머서 역
- 플레이스 인 헬 (2015년)
- 좀비 킬러스: 엘리펀츠 그레이브야드 (2015년)
- 뷰티풀 프래니 (2015년) - 제시 역
- 저지 저스티스 (2014년)
- 배틀 (2014년) - 토니 역
- 6 디그리즈 오브 헬 (2012년)
- 위 메이드 디스 무비 (2012년) - Mr. 제임스 역
- 체인징 더 게임 (2012년)
- 클로즈-업 (2011년)
- 세이프 (2011년) - 쉘터 세큐러티 #2 역
- 어나더 해피 데이 (2011년) - 제이슨 - EMT 1 역
- 더 필즈 (2011년)
- 리미트리스 (2011년) - 디텍티브 역
- 씨 유 인 셉템버 (2010년)
- 벅스 카운티 매서커 (2010년)
- 쉘터 (2010) - 버질 역
- 더 마인드 (2009년)
- 모범시민 (2009)
- 명백한 죄악 (2008, Explicit Ills)
- The Good Student (2006)
- 도망자 3 (2001)
- Killer Instinct (2001)
- 애니멀 팩토리 (2000, Animal Factory)
- 키핑 더 페이스 (2000)
- 라운더스 (1998)
- 스네이크 아이 (1998)
- 포스트맨 (1997)

### 텔레비전
- 로앤오더: 성범죄 전담반 (1999년)
- 더 와이어 (2002년)